# Открытый чемпионат Ванкувера по теннису 2013
Odlum Brown Vancouver Open 2013 — 13-й розыгрыш ежегодного профессионального международного теннисного турнира, проводимый ITF в рамках своего женского тура и ATP в рамках своего тура Challenger в канадском городе Ванкувер.
Соревнования проходили с 29 июля по 4 августа.
Чемпионы прошлого года:
- мужской одиночный разряд:  Игорь Сейслинг
- женский одиночный разряд:  Мэллори Бердетт
- мужской парный разряд:  Максим Отом /  Рубен Бемельманс
- женский парный разряд:  Юлия Глушко /  Оливия Роговска

## Соревнования

### Одиночные турниры

#### Мужчины
Вашек Поспишил обыграл  Даниэля Эванса со счётом 6-0, 1-6, 7-5.
- Поспишил выигрывает 2й титул в сезоне и 4й за карьеру в этом туре ассоциации.
- Эванс со второй попытки уступает финал соревнования этого тура ассоциации.

#### Женщины
Йоханна Конта обыграла  Шэрон Фичмен со счётом 6-4, 6-2.
- Йоханна Конта выигрывает 2й турнир в сезоне и 9й за карьеру в туре федерации.
- Шэрон Фичмен уступает 2й финал в сезоне и 12й за карьеру в туре федерации.

### Парные турниры

#### Мужчины
Йонатан Эрлих /  Энди Рам обыграли  Джеймса Серретани /  Адиля Шамасдина со счётом 6-1, 6-4.
- Эрлих выигрывает 1й титул в сезоне и 19й за карьеру в этом туре ассоциации.
- Рам выигрывает 1й титул в сезоне и 15й за карьеру в этом туре ассоциации.

#### Женщины
Марина Заневская /  Шэрон Фичмен обыграли  Жаклин Како /  Натали Плускоту со счётом 6-2, 6-2.
- Марина Заневская выигрывает 1-й титул в сезоне и 8-й за карьеру в туре федерации.
- Шэрон Фичмен выигрывает 3-й титул в сезоне и 16-й за карьеру в туре федерации.